# Baoyang Lu
Baoyang Lu (chiń. 宝杨路站) – stacja początkowa metra w Szanghaju, na linii 3. Zlokalizowana jest pomiędzy stacjami Youyi Lu oraz Shuichan Lu. Została otwarta 18 grudnia 2006.